# Buddah Records

Logo da Buddah da fundação até os anos 80.

Logo da Buddha a partir dos anos 90, com o nome trocado.

Buddah Records foi uma gravadora fundada em Nova York em 1967. O selo nasceu de um ramo de distribuição da MGM Records, a Kama Sutra Records.
A gravadora possuía artistas de diversos tipos de gêneros musicais, como o bubblegum (Ohio Express), folk-rock (Melanie), música experimental (Captain Beefheart) e soul music (Gladys Knight & the Pips).
Nos anos 70 ela se especializou em R&B e disco music, lançando nomes como Andrea True Connection e Chic, com singles de grande sucesso comercial, mas entrou em concordata em 1976, lançando discos esporadicamente. Seus últimos lançamentos foram em 1983, com seu catálago passando às mãos da BMG em 1998.
A BMG reativou a gravadora em 1998, agora com o nome de Buddha Records, e hoje seu catálogo de gravações pertence à Sony Music.